# Diplotaxis roberti
Diplotaxis roberti är en skalbaggsart som beskrevs av Patricia Vaurie 1960. Diplotaxis roberti ingår i släktet Diplotaxis och familjen Melolonthidae. Inga underarter finns listade i Catalogue of Life.